# Championnats du monde de cyclisme sur piste juniors 2024
Navigation
Édition précédente Édition suivante
Les Championnats du monde de cyclisme sur piste juniors 2024 ont lieu du 21 au 25 août 2024 sur le vélodrome de Luoyang, en Chine. Les championnats sont réservés aux coureurs nés en 2006 et 2007 (17/18 ans).

## Programme
| Date             | Hommes                                                   | Femmes                                                |
| ---------------- | -------------------------------------------------------- | ----------------------------------------------------- |
| Mercredi 21 août | Vitesse par équipes                                      | Scratch, vitesse par équipes                          |
| Jeudi 22 août    | Keirin, poursuite par équipes, scratch                   | Course à l'élimination, poursuite par équipes         |
| Vendredi 23 août | Course aux points, poursuite individuelle                | Omnium, vitesse individuelle                          |
| Samedi 24 août   | Omnium, vitesse individuelle                             | 500 mètres, course aux points, poursuite individuelle |
| Dimanche 25 août | Course à l'américaine, Course à l'élimination, kilomètre | Course à l'américaine, Keirin                         |

## Déroulement des championnats
Environ 280 athlètes de 47 nations sont inscrits, l'Italie ayant envoyé la plus grande délégation en Chine avec 24 participants. 22 titres (11 pour les femmes, 11 pour les hommes) sont décernés lors de ces championnats du monde. Chez les hommes, l'Australien Tayte Ryan domine les épreuves du sprint avec deux titres, tandis que l'Italie et la Belgique décrochent cinq des sept titres dans les disciplines d'endurance. Chez les femmes, la Colombienne Stefany Cuadrado réalise un triplé sur les épreuves de sprint, alors que l'endurance est dominé par les Britanniques qui gagnent 5 titres, dont 3 pour Carys Lloyd.
Le deuxième jour de compétition, le 22 août, le quatuor junior italien composé de Davide Stella, Ares Costa, Christian Fantini et Alessio Magagnotti établit un nouveau record du monde lors de la finale pour la médaille d'or avec un temps de 3 minutes et 51,199 secondes. Le quatuor avait déjà battu son propre record du monde de l'année précédente (3 minutes 53,980 secondes) lors des qualifications. Les juniors britanniques établissent également un nouveau record en poursuite par équipes chez les femmes avec un temps de 4 minutes 20,811 secondes, améliorant ainsi le meilleur temps établi par l'équipe britannique aux championnats d'Europe juniors 2021 à Apeldoorn, aux Pays-Bas. 
L'Australien Wil Holmes bat le record du monde lors des qualifications de la poursuite individuelle sur 3 000 mètres avec un temps de 3 minutes et 04,161 secondes, améliorant ainsi le record du monde de 2023 de Matthew Brennan d'environ trois secondes. Il s'incline toutefois en finale pour la médaille d'or face au Britannique Henry Hobbs. Le dernier jour de la compétition, l'Australien Tayte Ryan améliore le record du monde du kilomètre de son compatriote Thomas Cornish, vieux de six ans en réalisant 59,875 secondes, le faisant passer sous la minute pour la première fois.
Makaira Wallace de Trinité-et-Tobago remporte deux médailles d'argent, au keirin et sur le 500 mètres, devenant ainsi la première coureuse de son pays à remporter des médailles aux championnats du monde de cyclisme sur piste juniors.

## Médaillés
- (q) signifie que le coureur n'a pas participé à la finale pour la médaille, mais à un tour qualificatif.

### Hommes

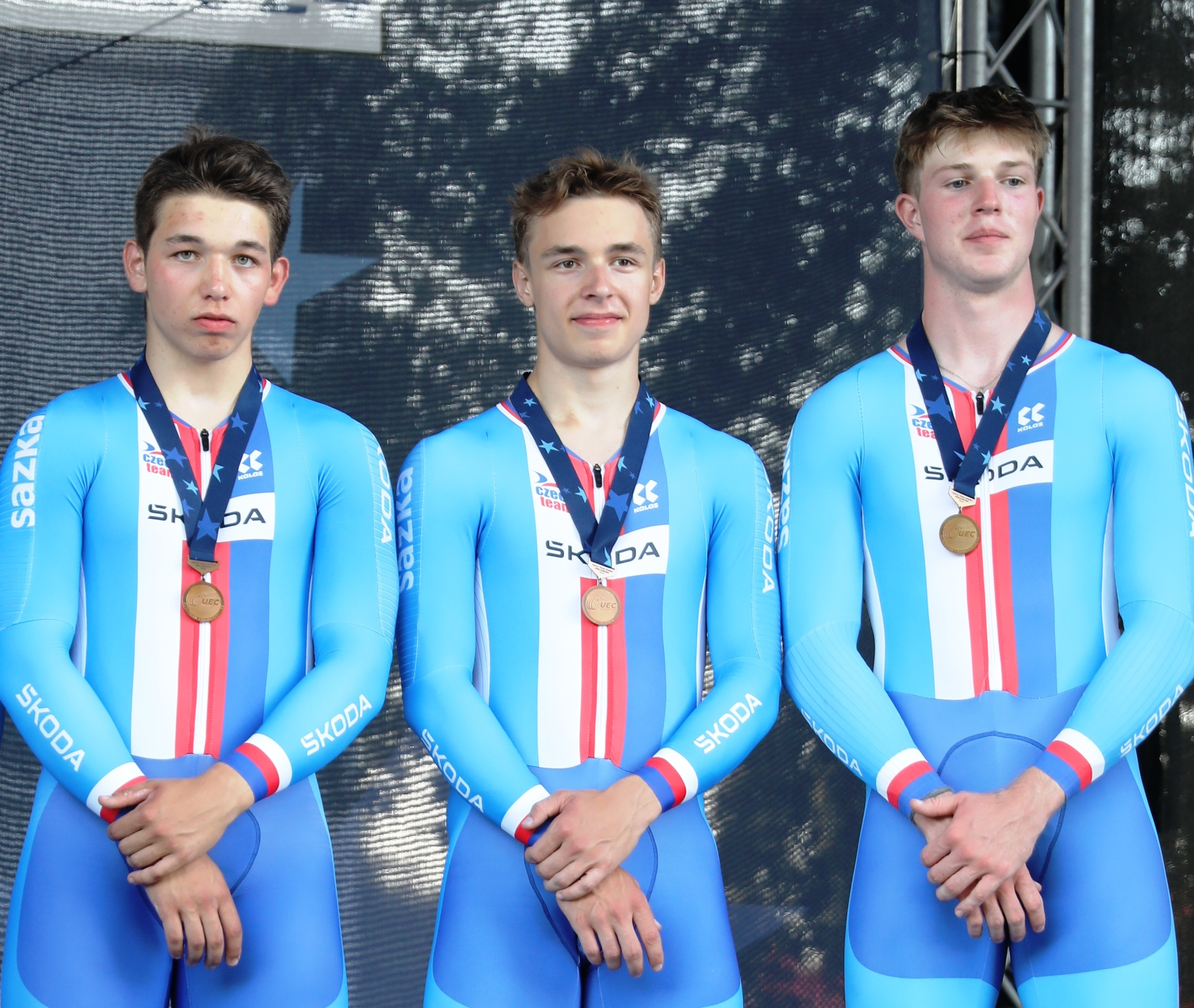
Jan Pořízek, David Peterka et Kryštof Friedl (de gauche à droite) sont devenus champions du monde de vitesse par équipes.

| Épreuves               | Or                                                                                             | Argent                                                                    | Bronze                                                                      |
| ---------------------- | ---------------------------------------------------------------------------------------------- | ------------------------------------------------------------------------- | --------------------------------------------------------------------------- |
| Kilomètre              | Tayte Ryan                                                                                     | Henry Hobbs                                                               | Tomasz Łamaszewski                                                          |
| Keirin                 | Fabio Del Medico                                                                               | Kanata Takahashi Daniyar Shayakhmetov                                     |                                                                             |
| Vitesse individuelle   | Tayte Ryan                                                                                     | Norasetthada Bunma                                                        | Choi Tae-ho                                                                 |
| Vitesse par équipes    | Tchéquie- Kryštof Friedl - Jan Pořízek - David Peterka                                         | Chine- Li Ruyi - Feng Yusheng - Sun Haoran - Jing Zhen (q)                | Corée du Sud- Jung Jae-Ho - Choi Tae-Ho - Jeong Suck-woo - Lee Woo-ju (q)   |
| Poursuite individuelle | Henry Hobbs                                                                                    | Wil Holmes                                                                | Alessio Magagnotti                                                          |
| Poursuite par équipes  | Italie- Davide Stella - Ares Costa - Christian Fantini - Alessio Magagnotti - Eros Sporzon (q) | France- Ellande Larronde - Lucas Menanteau - Léo Busson - Camille Charret | Grande-Bretagne- Sam Fisher - William Salter - Henry Hobbs - Finlay Tarling |
| Course aux points      | Nicolas Aernouts                                                                               | Lucca Marques                                                             | Finlay Tarling                                                              |
| Américaine             | Belgique Nolan Huysmans Matijs Van Strijthem                                                   | Italie Davide Stella Eros Sporzon                                         | Grande-Bretagne William Salter Finlay Tarling                               |
| Scratch                | Lucas Menanteau                                                                                | Heimo Fugger                                                              | Nejc Peterlin                                                               |
| Omnium                 | Matijs Van Strijthem                                                                           | Ashlin Barry                                                              | Alexander Hewes                                                             |
| Course à l'élimination | Davide Stella                                                                                  | Rubén Sánchez Córdoba                                                     | Lucas Menanteau                                                             |

### Femmes
|                                                            |  |                                        |
| Le Belge Matijs Van Strijthem remporte deux médailles d'or |  | Tout comme la Britannique Cat Ferguson |

| Épreuves               | Or                                                                         | Argent                                                             | Bronze                                                                                          |
| ---------------------- | -------------------------------------------------------------------------- | ------------------------------------------------------------------ | ----------------------------------------------------------------------------------------------- |
| 500 mètres             | Stefany Cuadrado                                                           | Makaira Wallace                                                    | Luo Shuyan                                                                                      |
| Keirin                 | Stefany Cuadrado                                                           | Makaira Wallace                                                    | Matilde Cenci                                                                                   |
| Vitesse individuelle   | Stefany Cuadrado                                                           | Georgette Rand                                                     | Luo Shuyan                                                                                      |
| Vitesse par équipes    | Chine- Lu Minying - Luo Shuyan - Shi Yi - Wang Rongrong (q)                | Nouvelle-Zélande- Riley Faulkner - Jodie Blackwood - Caitlin Kelly | Italie- Siria Trevisan - Matilde Cenci - Chantal Pegolo                                         |
| Poursuite individuelle | Carys Lloyd                                                                | Lilyth Jones                                                       | Mélanie Dupin                                                                                   |
| Poursuite par équipes  | Grande-Bretagne- Cat Ferguson - Imogen Wolff - Erin Boothman - Carys Lloyd | France- Elina Cabot - Mélanie Dupin - Léane Tabu - Violette Demay  | Italie- Linda Sanarini - Arianna Giordani - Irma Siri - Asia Sgaravato - Virginia Iaccarino (q) |
| Course aux points      | Imogen Wolff                                                               | Izaro Etxarri                                                      | Judith Rottmann                                                                                 |
| Américaine             | Grande-Bretagne Erin Boothman Carys Lloyd                                  | Allemagne Messane Bräutigam Judith Rottmann                        | Italie Anita Baima Linda Sanarini                                                               |
| Scratch                | Nicole Duncan                                                              | Valentina Ferreyra                                                 | Chantal Pegolo                                                                                  |
| Omnium                 | Cat Ferguson                                                               | Nicole Duncan                                                      | Adelina Sakun                                                                                   |
| Course à l'élimination | Messane Bräutigam                                                          | Gabriela Kaczmarczyk                                               | Anita Baima                                                                                     |

## Tableau des médailles
| Rang  | Nation                       | Or | Argent | Bronze | Total |
| ----- | ---------------------------- | -- | ------ | ------ | ----- |
| 1     | Grande-Bretagne              | 6  | 2      | 3      | 11    |
| 2     | Australie                    | 3  | 3      | 1      | 7     |
| 3     | Italie                       | 3  | 1      | 7      | 11    |
| 4     | Belgique                     | 3  | 0      | 0      | 3     |
| 4     | Colombie                     | 3  | 0      | 0      | 3     |
| 6     | France                       | 1  | 2      | 2      | 5     |
| 7     | Chine                        | 1  | 1      | 2      | 4     |
| 8     | Allemagne                    | 1  | 1      | 1      | 3     |
| 9     | Tchéquie                     | 1  | 0      | 0      | 1     |
| 10    | Espagne                      | 0  | 3      | 0      | 3     |
| 11    | Trinité-et-Tobago            | 0  | 2      | 0      | 2     |
| 12    | Pologne                      | 0  | 1      | 1      | 2     |
| 13    | Autriche                     | 0  | 1      | 0      | 1     |
| 13    | Brésil                       | 0  | 1      | 0      | 1     |
| 13    | États-Unis                   | 0  | 1      | 0      | 1     |
| 13    | Japon                        | 0  | 1      | 0      | 1     |
| 13    | Kazakhstan                   | 0  | 1      | 0      | 1     |
| 13    | Nouvelle-Zélande             | 0  | 1      | 0      | 1     |
| 13    | Thaïlande                    | 0  | 1      | 0      | 1     |
| 20    | Corée du Sud                 | 0  | 0      | 2      | 2     |
| 21    | Athlètes individuels neutres | 0  | 0      | 1      | 1     |
| 21    | Slovénie                     | 0  | 0      | 1      | 1     |
| Total | Total                        | 22 | 23     | 21     | 66    |